# Martin Kušej
Martin Kušej (* 14. Maj 1961 v Volšperku na Koroškem ) je avstrijski gledališki režiser, operni režiser in umetniški vodja.

## Življenje
Kušej se je rodil v Volšperku v Labotski dolini v družino koroških Slovencev .  Od leta 1978 do 1982 je na Univerzi v Gradcu študiral športne vede, nemški jezik in književnost . Od leta 1982 do 1985 je študiral režijo na Univerzi za glasbo in uprizoritvene umetnosti v Gradcu. Po končanem študiju je asistiral v Salzburškem državnem gledališču in Slovenskem narodnem gledališču v Ljubljani . Leta 1987 je režiral Ono Karla Schönherrja na Schauspielhaus Graz . Leta 1990 je skupaj s scenografom Martinom Zehetgruberjem ustanovil skupino My friend Martin. Med letoma 1993 in 2000 je bil hišni direktor Staatstheater Stuttgart . Od leta 2004 do 2006 je bil vršilec dolžnosti direktorja festivala v Salzburgu. Insceniral je med drugim v Deutsches Theater Berlin, Berlinski državni operi, Volksbühne Berlin, Graški operi, Deutsches Schauspielhaus Hamburg, Thalia Theatre v Hamburgu, ResidenzTheatru v Münchenu, Kammerspiele v Münchenu, Burgtheatru na Dunaju in operni hiši v Zürichu.
Kušej je prejel številne nagrade. V letih 1999, 2001 in 2009 je bil povabljen na berlinski Theatertreffen. Leta 1993 je prejel nagrado Kurt Huebner za režijo Nemške akademije za uprizoritvene umetnosti. Leta 1999 je prejel nagrado 3sat za inovacije. V letih 2006 in 2009 je prejel dunajsko gledališko nagrado NESTROY. Leta 2012 je prejel nemško gledališko nagrado DER FAUST. 
Je član nemške akademije za uprizoritvene umetnosti . Leta 2011 je Kušej prevzel mesto direktorja Bavarskega državnega gledališča v Münchnu. Maja 2013 je bil Kušej imenoval od oktobra 2013dalje  za profesorja režije na seminarju Maxa Reinhardta na Dunaju (Inštitut za dramo in dramsko režijo na Univerzi za glasbo in uprizoritvene umetnosti na Dunaju). Kušej je nasledil Michaela Grunerja, ki se bo ob koncu semestra upokojil.  Septembra 2019 ga je na mestu umetniškega vodje münchenskega Residenztheatra nasledil Andreas Beck .
Junija 2017 je bil Kušej imenovan za direktorja gledališča Burgtheater na Dunaju od sezone 2019/20 dalje.  Zato je odpovedal pogodbo z Bayerisches Staatsschauspiel, ki je trajal do leta 2020, v začetku leta 2019, da bi začel  nov enganžma v sezoni 2019/20. 
Tako kot Claus Peymann pred časom je tudi on debitiral s The Hermannsschlacht Heinricha von Kleista. 

## Insceniranja
- 1987 Es - Karl Schönherr, Schauspielhaus Graz
- 1987 Dotrajana obala / gradivo o Medeji / pokrajina z argonavti -  Heiner Müller, Slovensko narodno gledališče Ljubljana
- 1988 Potop Titanica - Hans Magnus Enzensberger, Schauspielhaus Graz
- 1990  Vera ljubezen up - Ödön von Horváth, SNG Ljubljana
- 1990 Filoktet - Heiner Müller, Jura-Soyfer-Theater Wien
- 1990 Kako je to - Martin Kušej, Klagenfurter Ensemble
- 1991 Dnevi kralja - Peter Rosei (Premiera), Schauspielhaus Graz
- 1992 Sanje življenje - Franz Grillparzer, Schauspielhaus Graz
- 1992 Franz Falsch F Falsch Dein Falsch Nichts Mehr, Stille, Tiefer Wald po  Franzu Kafki (premiera), Cividale Mittelfest
- 1992 Spodbujevalnik za kresnice Thomas Strittmatter (premiera) Bayerisches Staatsschauspiel München (Marstall)
- 1993 Kabal in ljubezen - Friedrich Schiller, Stadttheater Klagenfurt  in Staatstheater Stuttgart
- 1994 Kill Pig Devil Passion Finish God, Tanztheater - Martin Kušej (premiera), Schauspielhaus Graz  in Wiener Festwochen
- 1994  Cestni ogal, mesto, dejanje - Hans Henny Jahnn, Staatstheater Stuttgart
- 1994 Princ Friderik homburški  - Heinrich von Kleist, Deutsches Schauspielhaus Hamburg
- 1995 Neznanka iz Sene - Ödön von Horváth, Staatstheater Stuttgart
- 1995 Clavigo - Johann Wolfgang von Goethe, Staatstheater Stuttgart
- 1996 Kralj Arthur po Henry Purcellu Johna Drydena, Staatstheater Stuttgart
- 1996 Richard III - William Shakespeare, Volksbühne Berlin
- 1997 Ojdip - Sophokles, Staatstheater Stuttgart
- 1997 Die Geierwally po Wilhelmine von Hillern, Staatstheater Stuttgart
- 1998 Fidelio -Ludwig van Beethoven, Staatstheater Stuttgart
- 1998 Zodbe iz Dunjaskega gozda - Ödön von Horváth, Thalia Theater Hamburg (Vabilo na Berliner Theatertreffen 1999)
- 1998 Al gran sole carico d’amore - Luigi Nono, Staatstheater Stuttgart
- 1999 Salome - Richard Strauss, Oper Graz
- 1999 Očiščena - Sarah Kane, Staatstheater Stuttgart

- 2000 Sonata duhov -von August Strindberg, Thalia Theater Hamburg
- 2000 Salome- Richard Strauss, Teatro Filharmonico Verona
- 2000 Hamlet - William Shakespeare, Staatstheater Stuttgart  in Salzburger Festspiele
- 2001 Vera in domovina -  Karl Schönherr, Burgtheater Wien (Einladung zum Berliner Theatertreffen 2001)
- 2001 Le convenienze ed inconvenienze teatrali  in I pazzi per progetto von Gaetano Donizetti, Staatstheater Stuttgart
- 2001 Edward II. - Christopher Marlowe, Thalia Theater Hamburg
- 2002 Zaznamovani - Franz Schreker, Staatstheater Stuttgart
- 2002 Don Giovanni - Wolfgang Amadeus Mozart, Salzburger Festspiele
- 2002 Vrera ljubezen upanje -von Ödön von Horváth, Burgtheater Wien
- 2003 Giulio Cesare in Egitto - Georg Friedrich Händel, Staatstheater Stuttgart
- 2003 Auf Sand von Albert Ostermaier, Thalia Theater Hamburg
- 2003 La clemenza di Tito - Wolfgang Amadeus Mozart, Salzburger Festspiele
- 2003 Elektra - Richard Strauss, Opernhaus Zürich
- 2004 Bolha v ušesu -Georges Feydeau, Thalia Theater Hamburg
- 2004 Carmen - Georges Bizet, Staatsoper Berlin
- 2005 Otello -Giuseppe Verdi, Staatstheater Stuttgart
- 2005 Slehernik -  Hugo von Hofmannsthal, Salzburg
- 2005 König Ottokars Glück  in Ende - Franz Grillparzer, Burgtheater Wien  in Salzburger Festspiele
- 2006 Pri milem razgledu - Ödön von Horváth, Deutsches Schauspielhaus Hamburg
- 2006 Peklenski strah - Johann Nestroy, Burgtheater Wien  in Salzburger Festspiele
- 2006 Lady Macbeth iz Mzenska - Dimitrij Šoštakovič, Muziektheater Amsterdam
- 2007 Čarobna piščal - Wolfgang Amadeus Mozart, Opernhaus Zürich
- 2007 Woyzeck - Georg Büchner, Bayerisches Staatsschauspiel München (Residenztheater)
- 2008 Genoveva - Robert Schumann, Opernhaus Zürich
- 2008 Der Weibsteufel - Karl Schönherr, Burgtheater Wien (Einladung zum Berliner Theatertreffen 2009)
- 2008 Macbeth -Giuseppe Verdi, Bayerische Staatsoper München
- 2009 The Rake’s Progress - Igor Strawinsky, Theater an der Wien  in Opernhaus Zürich
- 2009 Baumeister Solness - Henrik Ibsen, Deutsches Schauspielhaus Hamburg
- 2009Interview - Theo van Gogh  in Theodor Holman, Theater Neumarkt Zürich (Einladung zu den Autorentheatertagen Berlin 2010)
- 2010 Letreči Holandecvon Richard Wagner, Muziektheater Amsterdam
- 2010 Rusalka - Antonín Dvořák, Bayerische Staatsoper München
- 2010 Peggy Pickit vidi obraz boga - Roland Schimmelpfennig, Deutsches Theater Berlin
- 2011 Široka krajina - Arthur Schnitzler, Bayerisches Staatsschauspiel München (Residenztheater)
- 2011 Le convenienze ed inconvenienze teatrali  in I pazzi per progetto - Gaetano Donizetti, Opernhaus Zürich
- 2012 Bridke solze Petre von Kant- Rainer Werner Fassbinder, Bayerisches Staatsschauspiel München (Marstall)
- 2012 Hedda Gabler - Henrik Ibsen, Bayerisches Staatsschauspiel München (Residenztheater)
- 2013 Anarhistka - David Mamet, Bayerisches Staatsschauspiel München (Residenztheater)
- 2013 La forza del destino - Giuseppe Verdi, Bayerische Staatsoper
- 2013 V agoniji  (Glembayevi / Galicija / v agoniji) -  Miroslav Krleža, Wiener Festwochen, Volkstheater (Wien)
- 2014 Kdo se boji Wirginije Woolf? - Edward Albee, Bayerisches Staatsschauspiel München (Residenztheater)
- 2015  Lovske scene s Spodnje Bavarske - Martin Sperr, Münchner Kammerspiele
- 2016  Lov na čarovnice - Arthur Miller, Burgtheater Wien
- 2017 Fedrina noč, Bayerisches Staatsschauspiel München (Residenztheater)
- 2020 Življenje so sanje  - Pedro Calderón de la Barca, Burgtheater Wien

## Nagrade
- 1993 Kurt Huebner, režiserska nagrada Nemške akademije za uprizoritvene umetnosti za kabalo in ljubezen
- 1999 3satova nagrada za zgodbe iz dunajskega gozda
- 2006 Dunajska gledališka nagrada NESTROY v kategoriji Najboljša predstava v nemškem jeziku za peklenski strah
- 2009 Dunajska gledališka nagrada NESTROY v kategoriji najboljši režiser Der Weibsteufel
- 2012 Nemška gledališka nagrada DER FAUST v kategoriji Najboljša režijska drama za grenke solze Petre von Kant
- Nagrada za državo Koroška za kulturo za leto 2013 [9]

## Spletne povezave
- Literatura  Martina Kušeja in o njem, gl:  Nacionalni arhiv Marbach
- Stran Martin Kušej
- 50 režiserjev v nemško govorečem gledališču: Martin Kušej stran z Goethe-Instituta
- Martin Kušej Arhivirano 2014-10-27 na Wayback Machine. Spletna stran Bavarskega državnega gledališča
- Gledališki režiser Martin Kušej: S šarmom in pestjo Frankfurter Allgemeine Zeitung od 29. leta Avgust 2011
- Upor je glavna prednostna naloga , čas od 15 Oktober 2011